# Cygnus atratus
Il cigno nero (Cygnus atratus Latham, 1790), è un uccello acquatico della famiglia Anatidae, sottofamiglia Anserinae, tribù Anserini e genere Cygnus. Divenne noto al mondo occidentale solo nel 1697, anno in cui venne scoperto nel continente australiano dall'esploratore olandese Willem de Vlamingh.

## Distribuzione e habitat
È originario dell'Australia, dove nella lingua locale (l'inglese) viene chiamato "black swan", e vi nidifica in consistenti colonie.
Vive nei pressi di grandi laghi in acque poco profonde e in paludi d'acqua dolce e salmastra, spingendosi fino agli estuari dei fiumi. Per la sua eleganza è stato introdotto a scopo ornamentale in parchi, laghetti e corsi d'acqua d'Europa e della Nuova Zelanda.
In Italia è occasionale, discendente di esemplari importati che sono fuggiti alla cattività o che sono stati liberati.

## Descrizione
È chiamato cigno nero per la colorazione del piumaggio, che è completamente nero tranne le penne remiganti, sulle estremità posteriori delle ali, che sono bianche. Il piumaggio bianco è osservabile al dispiegamento delle ali, ad esempio durante il volo.

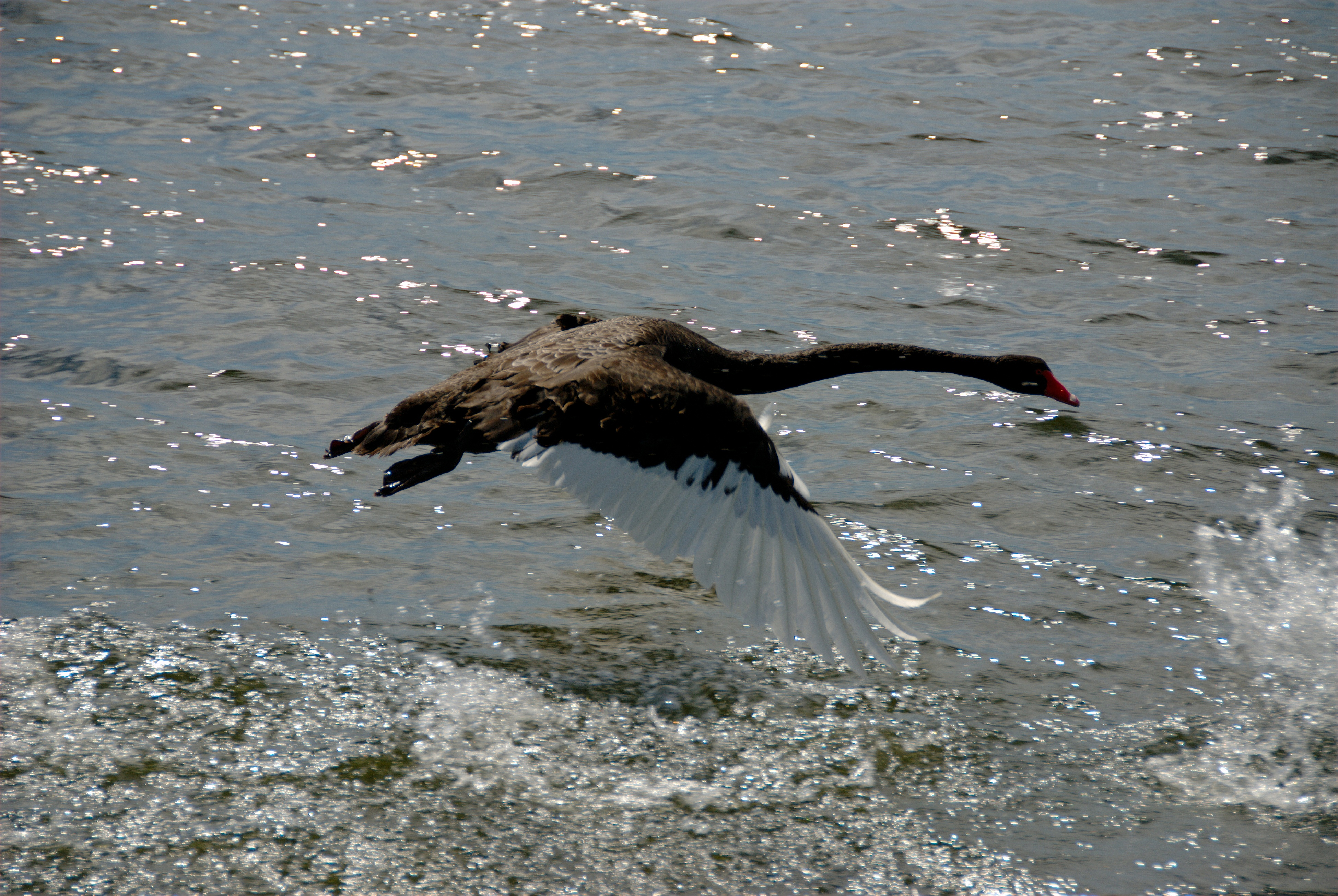
Cigno nero in volo

È strettamente imparentato con il cigno reale, del quale viene simbolicamente identificato come il negativo speculare.
È anch'esso un uccello imponente, mediamente lungo fino a 140 cm e con un'apertura alare tra i 160 e i 200 cm, inconfondibile per il cupo piumaggio ed il becco color rosso attraversato da una striscia bianca nei pressi dell'estremità alla parte opposta dell'attaccamento al capo. In proporzione al proprio peso e alla propria apertura alare, risulta il cigno con il collo più lungo.

## Comportamento
Migra spesso a seconda del clima, sfuggendo i periodi di maggiore siccità.
In Italia è presente in pochi esemplari e all'occasione si aggrega e convive con gruppi di cigni reali.

## Riproduzione

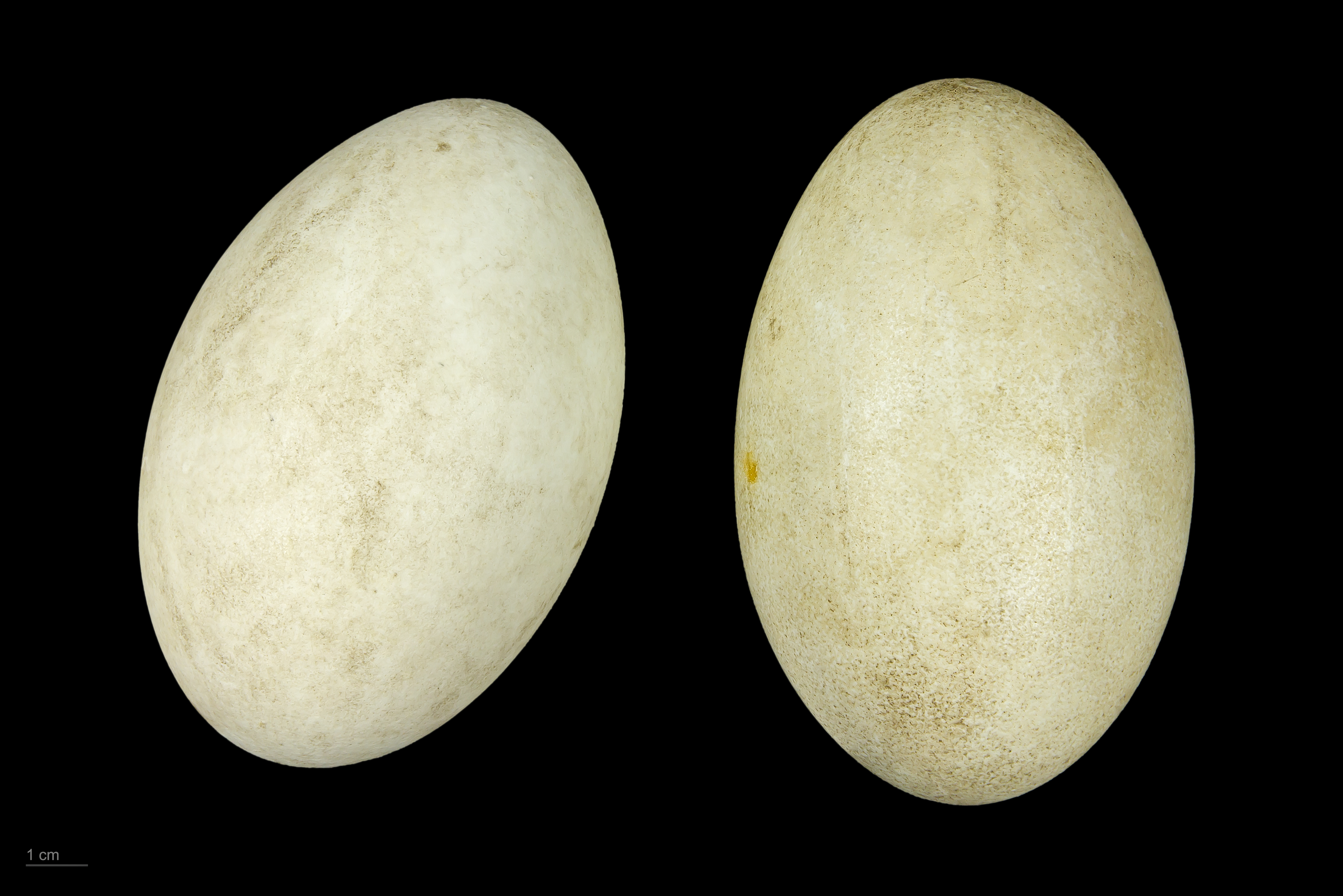
Uova di Cygnus atratus

Simile a quella degli altri cigni; le uova vengono incubate da entrambi i genitori in media fra i 36 e i 40 giorni, vengono prodotte in media dalle 10 alle 12 uova.

## Alimentazione
Come gli altri cigni è erbivoro, nutrendosi fondamentalmente di vegetali che preleva sia nei fondali tramite l'immersione del lungo collo, sia sulla superficie dell'acqua, sia da rami sporgenti che sulla terraferma, ed accidentalmente onnivoro (ingerimento di minuscole forme animali frammiste alle alghe ed erbe acquatiche). Si vedano anche le informazioni al riguardo per il genere Cygnus e per le varie altre specie di cigno che ne sono parte.

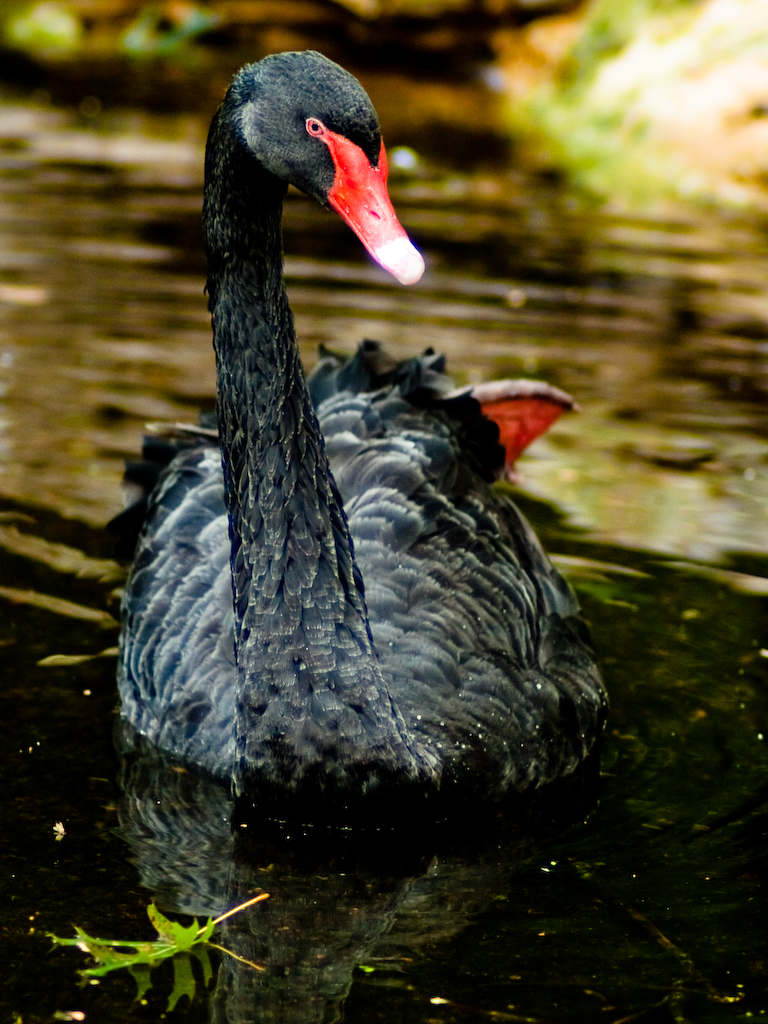
Cigno Nero

## Stato di conservazione
In Australia il cigno nero è stato a lungo perseguitato dagli aborigeni, che lo ritenevano - per il suo cupo piumaggio - una creatura diabolica. Risente della caccia e della distruzione del suo ambiente naturale.
Oggi la specie è protetta e frequentemente allevata negli zoo e nei parchi.

## Rapporti con l'uomo
I cigni sono animali selvatici in grado di vivere autonomamente rispetto all'uomo a meno d'esser limitati/condizionati diversamente (taglio ali, separazione dai genitori prima della completa maturità, allevamento in cattività, legami affettivi, ecc.) o siano costretti a subirne l'alterazione distruttiva dell'habitat causata da attività o manufatti, come: infrastrutture nei corsi d'acqua, prosciugamento dei bacini, strutture elettriche aeree, pesca (i cigni risentono di ami, lenze, accidentale ingerimento di piombini), ecc.

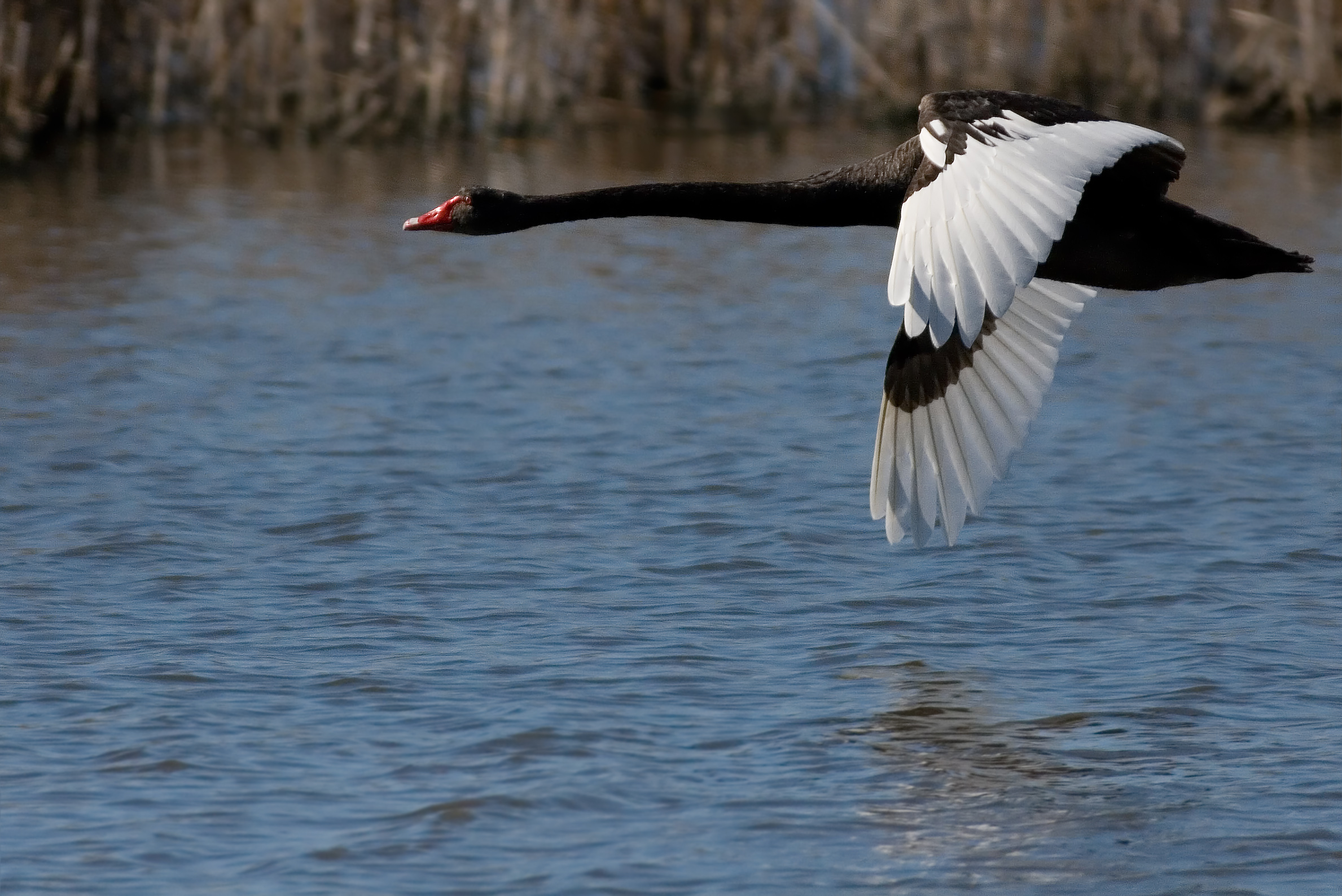
Cigno nero in volo

Il rapporto diretto con gli esseri umani, similmente agli altri cigni, è di prudente diffidenza ma in grado e tendente a diventare socievole, accettando spesso cibo, riparo e attenzioni in contesti e con persone idonee.
In generale, l'abitudine di gettare cibo ai cigni per instaurare un contatto utile a socializzare con loro dovrebbe tener conto - oltre del fatto che essendo animali selvatici ogni contatto con l'uomo è per loro potenzialmente nocivo (poiché rischia di ridurne la sostanziale indipendenza) - che il pane, specialmente se secco o in grossi bocconi, è tutt'altro che il loro alimento ideale; indispensabile al riguardo che sia almeno fornito in piccoli bocconi e sempre pre-ammorbidito/inzuppato d'acqua (eventualmente gettandolo nell'acqua nei pressi del luogo dove nuota il cigno - se acqua poco mossa e pulita), in quantità complessivamente modiche (esiste il rischio che il cigno ne faccia indigestione, causa troppi generosi doni ad opera di ammiratori e turisti), e mai imporlo quale alimento esclusivo dell'animale.

## Vessilli australiani

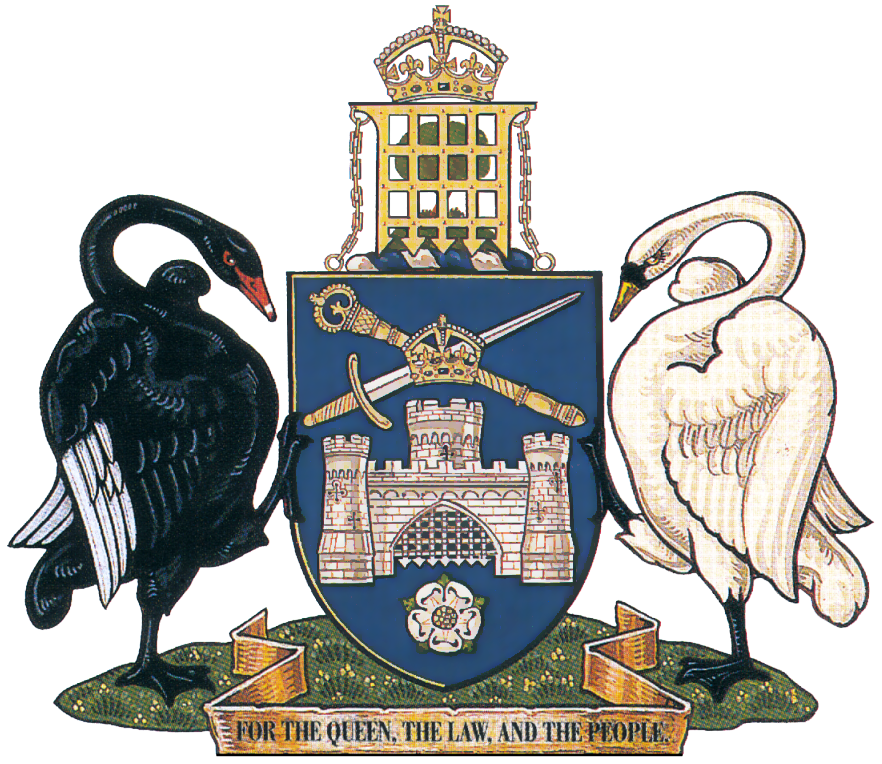
Stemma di Canberra

Il cigno nero è rappresentato in numerosi simboli degli stati e dei territori dell'Australia:
Dal 1928, insieme al cigno reale, è parte dello stemma della capitale dell'Australia, Canberra, città allora appositamente costruita per esser capitale del paese.
Nello stemma - il cui motto originale in latino "pro rege, lege et grege" possiamo al momento tradurre come "per la regina, la legge e il popolo" - i due cigni sono posti a supporto dello scudo, in rappresentazione simbolica della collaborazione tra il popolo aborigeno australiano (cigno nero) e i coloni europei (cigno reale) nel sostegno alla Capitale della Nazione. Nel disegno i cigni appaiono sostanzialmente identici nelle forme e nelle dimensioni, in evidente licenza artistica poiché nella realtà il cigno nero è mediamente più piccolo e con il collo in proporzione più lungo; altresì anche il cigno bianco rappresentato differisce in diversi particolari dai veri tratti dell'animale (es: la parte terminale del becco, anziché correttamente arancione, è dipinta di un giallo simile a quello presente sul becco del cigno selvatico nei pressi però dell'attaccatura con il capo).
Lo stemma di Canberra, in una versione modificata e stilizzata, appare anche nella Bandiera del Territorio della Capitale Australiana (zona a governo speciale comprendente la capitale Australiana e una porzione di territorio intorno ad essa).
Compare al centro dello Stemma dell'Australia - e del relativo Stendardo Reale - in rappresentazione degli stati occidentali del paese, sulla cui bandiera è altresì riportato; dal 25 luglio 1973 il cigno nero è infatti l'uccello emblema dell'Australia Occidentale e compare anche sullo State badge e sullo stemma di questo Stato.
Il cigno nero è inoltre presente anche nello stemma della città di Perth, già da prima di apparire in quello di Canberra.

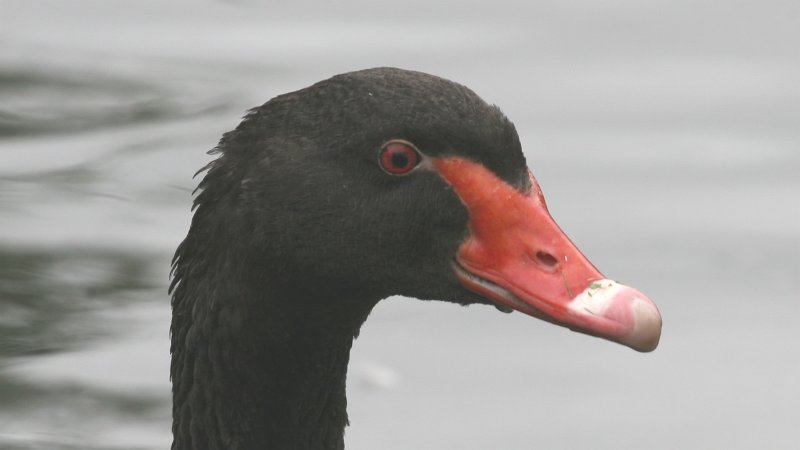
Testa di un cigno nero

## Teoria del cigno nero
Stante per lungo tempo l'ignoranza dell'esistenza del cigno nero della cultura occidentale - che da sempre considerava il cigno un animale dal piumaggio esclusivamente bianco - il termine "cigno nero" ha assunto di recente il significato di evento imprevisto eccetto che per fantasia, irrealizzabile - o addirittura di evento totalmente inimmaginabile - che tuttavia improvvisamente si verifica realmente, con conseguenze di rilievo - anche epocali - sul vivere comune e nell'opinione pubblica.

## Filmografia
Il cigno nero è il titolo che il regista Darren Aronofsky ha dato ad un suo celebre film drammatico del 2010.